# Колапијани
Колапијани (лат. Colapiani) су били илирско племе на северу Балкана. Настали су од панонских Бреука мешајући се заједно са Осеријатима и келтским Варцијанима. Живели су у централном и јужном делу Беле Крајине, дуж реке Купе, и у својим делима их спомињу и Плиније Старији и Птолемеј. Археолози Јаро Шашел и Драган Божић су материјалну културу Винице приписали Колапијани, али мишљења су подељена.